# Wibbecke
Wibbecke – nach einem alten Wibbecker Lied auch „Wibbecke am Berge“ – ist ein Ortsteil des Fleckens Adelebsen im Landkreis Göttingen, Niedersachsen.

## Lage

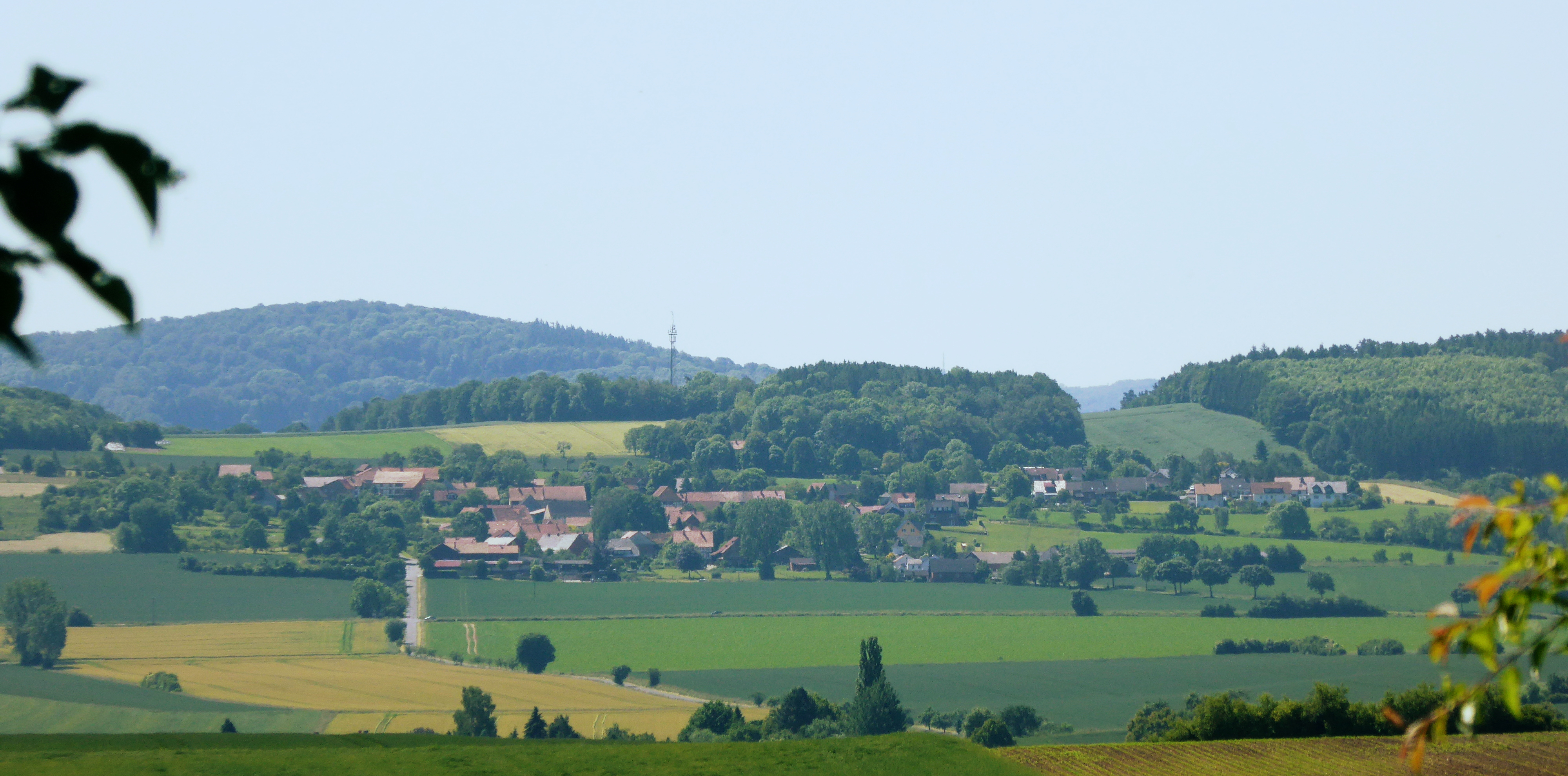
Nordansicht von Wibbecke

Wibbecke liegt knapp 2 km ostsüdöstlich von Adelebsen und 15 km westlich von Göttingen am Nordhang des Kuhberges (319,2 m ü. NN). Außer Adelebsen sind die benachbarten Orte Lödingsen im Norden, Erbsen im Nordosten und Barterode im Süden. Im Ort entspringt die Beeke, die in Adelebsen in die Schwülme mündet.

## Geschichte
Der Ort Wibbecke ist in Schriftquellen erstmals um 1008–1009 genannt; die Traditionen (= Schenkungsnotizen) des Klosters Corvey verzeichnen folgenden Eintrag: „Bernhard übertrug für seinen Sohn Brun 1 Familie in Wibbecke“
Originaleintrag: Tradidit Bernhardus pro filio suo Brun I familiam in Wigbike
Ein in Wibbecke begüterter Grundbesitzer namens Bernhard hat aus Anlass des Eintritts seines Sohnes Brun in den Mönchskonvent von Corvey gleichsam als „Mitgift“ eine in Wibbecke ansässige Hörigenfamilie (zusammen mit dem von ihr bewirtschafteten Grund und Boden) an das Kloster übertragen. An anderer Stelle ist dieser Brun auch ausdrücklich noch einmal als Corveyer Mönch genannt, nämlich in der Mönchsliste unter dem Abt Hosed, der von 1001 bis zum 5. Dezember 1010 amtierte.  Von der Stellung der Reihe der Mönche, die unter Hosed eingetreten sind, ist für Brun der Zeitraum um 1008–1009 zu erschließen.
Weiter urkundlich erwähnt wurde Wibbecke im Jahre 1111. Der Name soll durch einen durch Wibbecke verlaufenden, heute größtenteils verrohrten Bach, der den Namen Beeke trägt, entstanden sein (wippende Beeke), so die volkstümliche Erklärung. Die neuesten Forschungen deuten auch bei der Silbe „becke“ auf den o. a. Ursprung hin, die Vorsilbe „Wig“ aber auf einen Baum, die Ulme – in etwa „Bach an den Ulmen“
Aus dem ursprünglichen Namen Wigbeke wurde später Wibbecke. 1342 ging Wibbecke in den Besitz der Herren von Adelebsen über, die Anfang des 13. Jahrhunderts von Wibbecke nach Adelebsen gezogen waren, um dort ein Festes Haus, die heutige Burg Adelebsen zu errichten, welche Mitte des 13. Jahrhunderts fertiggestellt wurde, um die in Sichtweite des Hauses befindlichen Verkehrswege zu kontrollieren.
Von da an nannten sich die Herren von Wicbeke die von Adelebsen (Adelevessen). Sie sind bereits um 1132 mit Bodo de Wichbike zweifelsfrei urkundlich nachgewiesen, beziehungsweise 1115 mit Bertholdus miles de Wicbeke und treten in der Folgezeit in mehreren Beurkundungen auf. Etwa zeitgleich mit den Herren von Wibbecke besaßen auch die Herren von Uslar Besitz in Wibbecke, ohne dass sich dieser jedoch topographisch festlegen lässt. Zeugnis dafür liefert eine Urkunde aus dem Jahre 1358, in welcher Heinrich, Hermann, Ernst und Hildebrandt von Uslar an Bodo, Berthold und Dethmar von Adeleben 4 Hufen, ein Meierhof und 2 Kothöfe verkaufen. Weitere Zeugnisse über den uslarischen Besitz existieren nicht, jedoch gilt als gesichert, dass sie zumindest bereits in der ersten Hälfte des 13. Jahrhunderts im Raum Adelebsen über Besitzungen verfügten, der es den Herren von Wibbecke nötig machte, nach einer Heirat mit einer uslarischen Erbtochter und dem damit vergrößerten Besitz, nach Adelebsen umzusiedeln. Wibbecke gehörte von Anfang an zum Patrimonialgericht Adelebsen. Geschichtlich gesehen soll Wibbecke daher älter als Adelebsen sein. Dieses ist aber nicht urkundlich belegbar.
Die Zahl der Einwohner änderte sich von den Kriegsjahren stetig: Zählte man im Jahre 1939 200 Einwohner, wuchs sie bis zum Jahre 1998 auf 323 und reduzierte sich zum Ende 2023 wieder auf 259.
Mit Inkrafttreten des Gesetzes zur Neugliederung der Gemeinden im Raum Göttingen wurde Wibbecke am 1. Januar 1973 dem Flecken Adelebsen zugeordnet.
1987 wurde bei der Niedersächsischen Agrarstrukturverwaltung die Aufnahme in das Dorferneuerungsförderungsprogramm beantragt, dem entsprochen wurde und Wibbecke sich seit 1999 in diesem Programm befindet. Im Jahr 2004 wurde hier mit der ersten Maßnahme, Umbau der Kreuzung „An der Beeke“ und „Dreibrunnenstraße“ (Details im Ortsplan), begonnen. Die Kreuzung wurde im Juni 2004 fertiggestellt.

## Wappen
Das Wibbecker Wappen ist wie folgt zu beschreiben:
Die Feldfarben sind dem Wappen der Familie von Adelebsen entnommen, weil Wibbecke 1342 in den Besitz der Adelebser Herren kam und dann zum Gericht Adelebsen gehörte. Das Haspelrad deutet an, dass Flachsanbau und Flachsbearbeitung so eng mit dem Ort und seinen Bewohnern verbunden war, dass die Nachbarschaft den Spitznamen „Häjentötte“ (abgeleitet von Flachshede) dafür erfand.
Warum die Wibbecker diesen Namen erhalten haben, sagt am besten ein alter Zweizeiler aus:
„En lüttchen Tott Häjen un en lüttchen Tott Flass, datt wasset in Wibbecke better ass Chrass“
Übersetzt:
„Ein kleiner Dutt Hegen und ein kleiner Dutt Flachs, das wächst in Wibbecke besser als Gras“
Dieses Sprichwort kommt nicht von ungefähr. Bedingt durch die Hanglage auf der Lödingser Hochfläche, die Höhe von 270 Meter ü. NN und dem sehr steinigen Boden sind die Ackerflächen schon kurze Zeit nach Niederschlägen wieder trocken.

## Sehenswürdigkeiten

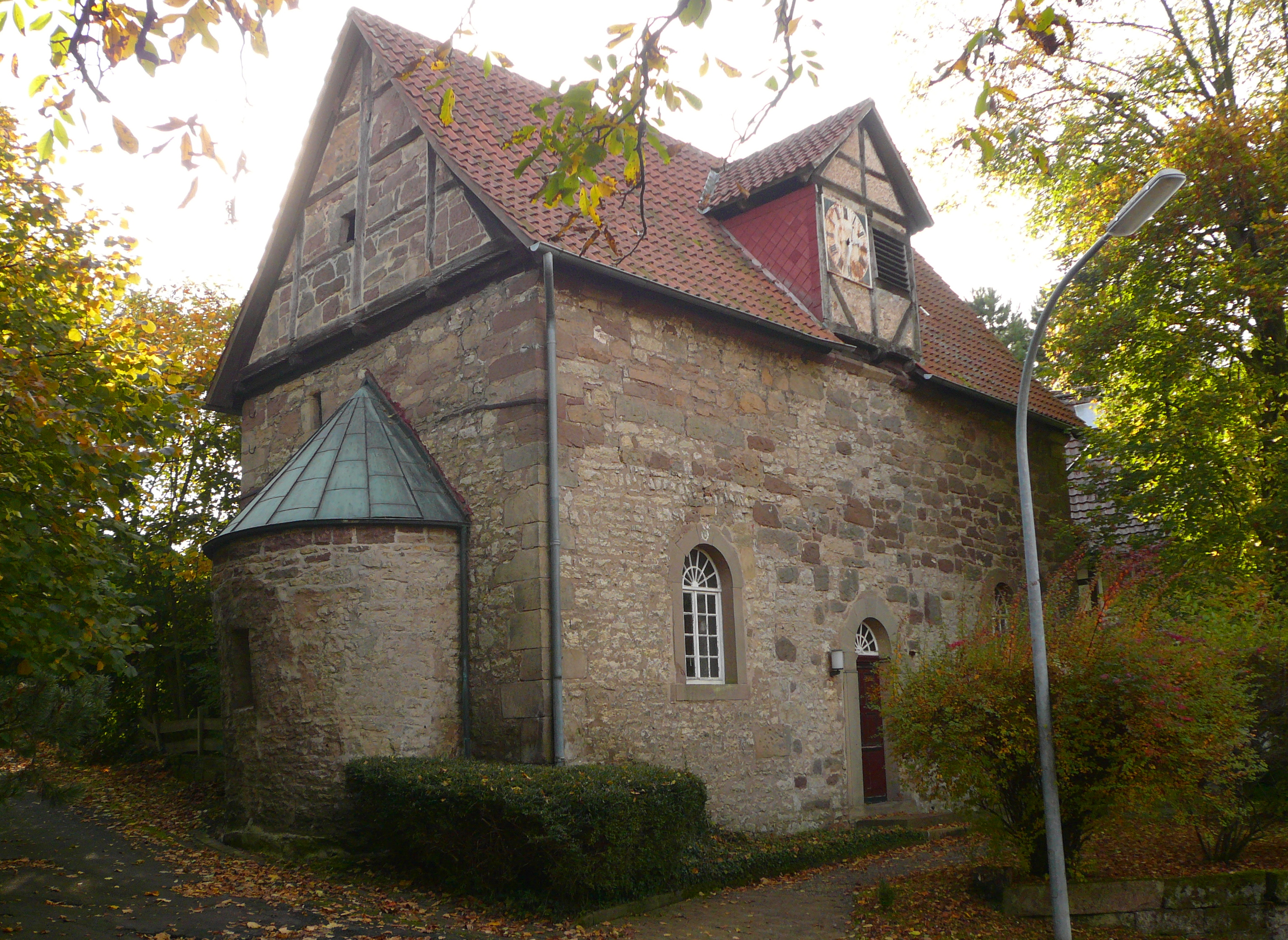
Kapelle in Wibbecke

### Kapelle
Im Altdorf steht an der höchsten Stelle eine zweistöckige Kapelle (Kirche) romanischen Stils. Sie wurde ab 1150 aus Bruchsteinen errichtet und war Eigenkapelle oder Burgkapelle eines befestigten Hauses, welches der Stammsitz der Herren von Wicbeke gewesen sein soll. Der Hof heißt bis heute im Ort noch die „Drakenburg“. Die ursprünglich kleinere, flachgedeckte Kapelle wurde in der zweiten Hälfte des 13. Jahrhunderts eingewölbt, um zwei kreuzgratgewölbte Joche und um ein separat zugängliches Obergeschoss erweitert, das als Schutz- und Lagerraum diente. Um 1600 wurde der gemauerte Giebel durch einen Fachwerkgiebel ersetzt. So stellt sich die Kapelle heute als ein langrechteckiger, hoher Massivbau mit halbrunder Apsis im Osten und einem Satteldach mit Fachwerkgiebel und Gaube über dem in der Mitte der Nordseite gelegenen Eingang dar.

## Politik

### Ortsrat
Wibbecke wird auf kommunaler Ebene von einem Ortsrat mit fünf Mitgliedern vertreten.
Seit der Kommunalwahl 2021 setzt sich der Ortsrat ausschließlich aus fünf Ratsherren der Wählergruppe „Gemeinsam für Wibbecke“ (WG GfW) zusammen.

### Ortsbürgermeister
Ortsbürgermeister ist Karl-Heinz Rackebrandt (WG GfW). Seine Stellvertreter sind Marko Ammer und Hans-Ulrich Schulze (beide WG GfW).

## Verkehrsanbindung
Die Kreisstadt Göttingen ist über eine durch Adelebsen und Lödingsen führende Landstraße in etwa 18 km Entfernung und über Barterode und Esebeck in etwa 15 km Entfernung mit Bus oder Kfz zu erreichen. Außerdem besteht in Adelebsen noch ein Bahnhof mit Anschluss an die Verbindung Göttingen–Ottbergen. Eine Busverbindung nach Adelebsen und Göttingen (Linien 110 und 112)  besteht ebenfalls. Die Stadt Uslar, die auch mit dem Bus von Adelebsen aus erreicht werden kann, liegt etwa 17 km in nordwestlicher Richtung entfernt.